# Counterfeit²
Counterfeit² – album studyjny Martina Gore’a wydany 28 kwietnia 2003; zawiera covery utworów innych artystów.

## Lista utworów
1. "In My Time of Dying" – 4:24 (melodia tradycyjna; wersja Boba Dylana)
2. "Stardust" – 3:08 (David Essex)
3. "I Cast a Lonesome Shadow" – 4:51 (Hank Thompson)
4. "In My Other World" – 3:53 (Julee Cruise)
5. "Loverman" – 7:02 (Nick Cave and the Bad Seeds)
6. "By This River" – 4:01 (Brian Eno)
7. "Lost in the Stars" – 2:52 (Kurt Weill)
8. "Oh My Love" – 3:33 (John Lennon/Yoko Ono)
9. "Das Lied vom einsamen Mädchen" – 5:25 (Nico)
10. "Tiny Girls" – 3:20 (David Bowie/Iggy Pop)
11. "Candy Says" – 4:35 (The Velvet Underground)